# 岳家桥镇
岳家桥镇，是中华人民共和国湖南省益阳市赫山区下辖的一个乡镇级行政单位。

## 行政区划
岳家桥镇下辖以下地区：
岳家桥社区、岳家桥村、大塘村、堤卡子村、戚家岭村、南桥宫村、同光村、土地山村、高联村、黄板桥村、红旗村、集中村、金盆桥村、枫树山村、石牛坝村、石坝口村、黄蜂塘村和洗澡坪村。